# Gabriele Toccafondi
Gabriele Toccafondi (Firenze, 15 aprile 1972) è un politico italiano, deputato alla Camera nella XVI legislatura. Viene rieletto alle elezioni politiche del 2018 con Alternativa Popolare, per poi passare nel 2019 ad Italia Viva di Matteo Renzi.

## Biografia
Vive a Sesto Fiorentino. Si è laureato in scienze politiche all'Istituto Cesare Alfieri dell'Università di Firenze. È un dirigente di cooperativa.
Alle elezioni amministrative del 1999 viene eletto consigliere comunale di Firenze, nella lista civica di centro-destra "Franco Scaramuzzi- Azione Firenze". Alle successive amministrative del 2004 viene rieletto consigliere, questa volta tra le file di Forza Italia.
Alle elezioni politiche del 2006 viene candidato alla Camera dei deputati, tra le liste di Forza Italia nella circoscrizione Toscana, ma non risulta eletto.
Alle elezioni politiche del 2008 viene ricandidato alla Camera, nella circoscrizione Toscana nelle liste del Popolo della Libertà, risultando eletto deputato. Dopo che Forza Italia confluisce ne Il Popolo della Libertà (PdL), dal 2012 al 2013 è stato il coordinatore a Firenze del PdL.
Ricandidato anche alle elezioni politiche del 2013 tra le file del PdL, risulta il primo dei non eletti in Toscana.
In seguito alla nascita del governo di larghe intese guidato da Enrico Letta tra PdL, Partito Democratico (PD), Unione di Centro e Scelta Civica, il 3 maggio 2013 entra a far parte del governo Letta, venendo nominato il 2 maggio dal Consiglio dei Ministri (CdM) sottosegretario di Stato al Ministero dell'Istruzione dell'Università e della Ricerca (in quota PdL), affiancando il ministro Maria Chiara Carrozza.
Il 16 novembre 2013, con la sospensione delle attività del Popolo della Libertà, aderisce al Nuovo Centrodestra (NCD) di Angelino Alfano, venendo indicato come coordinatore regionale di NCD in Toscana.
Con la caduta e la fine del governo Letta per volere del neo-segretario del PD Matteo Renzi per diventare Presidente del Consiglio, e alla nascita del suo governo, il 28 febbraio 2014 viene confermato sottosegretario al MIUR dal CdM (in quota NCD), affiancando la neo-ministra Stefania Giannini.
Come sottosegretario all'Istruzione ha sostenuto l'operazione di dismissione delle sedi storiche dell'Università Ca' Foscari (Ca' Cappello e Ca' Bembo) voluta dal rettore Carlo Carraro ma fortemente contestata da docenti, studenti, cittadini e politici locali. Per questo, e per la mancata disponibilità ad ascoltare le opinioni di chi si oppone allo scambio, è stato oggetto di critiche trasversali, anche e soprattutto da colleghi di partito, ma pure da studenti e docenti; d'altra parte ha incassato il plauso del prorettore all'edilizia e dell'ex deputato democristiano Marino Cortese.
Alle elezioni europee del 2014 si candida nelle liste del Nuovo Centrodestra - Unione di Centro nella circoscrizione Italia centrale, ottenendo 5.767 preferenze e non risultando eletto.
Con la nascita del governo presieduto da Paolo Gentiloni, il successivo 29 dicembre 2016 viene ancora confermato nel ruolo di sottosegretario al MIUR, che manterrà fino al 1º giugno 2018.
Il 18 marzo 2017, con lo scioglimento di NCD e la fondazione del suo successore Alternativa Popolare (AP), confluisce nel suo nuovo soggetto politico.
Alle elezioni politiche del 2018 viene candidato ed eletto alla Camera nel collegio uninominale Toscana - 01 (Firenze-Quartiere Vecchio Novoli-Peretola), sostenuto dalla coalizione di centro-sinistra (in quota Civica Popolare), ottenendo il 43,24% dei voti e superando Carmen Letizia Giorgianni del centrodestra (25,15%) e Alfonso Bonafede del Movimento 5 Stelle (18,98%). Successivamente, insieme a Beatrice Lorenzin, si iscrive al Gruppo misto della Camera.
Nel settembre 2019 abbandona AP aderisce a Italia Viva, il nuovo partito fondato da Matteo Renzi di stampo liberale e centrista.
Alle elezioni comunali in Toscana del 2021 si candida a sindaco di Sesto Fiorentino con la lista "Sesto che dice Sì-Italia Viva", in opposizione al sindaco uscente del centro-sinistra Lorenzo Falchi (PD-Sinistra Italiana), ottenendo il 6,47% dei voti e venendo eletto consigliere comunale di opposizione.
Alle elezioni politiche del 2022 viene ricandidato alla Camera per la lista elettorale Azione - Italia Viva nel collegio uninominale Toscana - 08 (Scandicci), dove ottiene il 10,71% e si attesta in quarta posizione (vince il collegio Emiliano Fossi del centrosinistra con il 41,01%), oltreché in seconda posizione dietro a Elena Bonetti nel collegio plurinominale Veneto 2-02 e in quarta posizione nel collegio plurinominale Piemonte 1 - 02, non conseguendo la rielezione.
Sposato con Isabella, ha due figli: Niccolò e Caterina. È considerato vicino al movimento cattolico Comunione e Liberazione.